# Сан-Кинтин (муниципалитет)
Сан-Кинтин (исп. San Quintín) — муниципалитет в Мексике, штат Нижняя Калифорния, с административным центром в одноимённом городе. Численность населения, по данным переписи 2020 года, составила 117 568 человек.

## Общие сведения
Название San Quintín дано в честь Святого Квинтина.
Площадь муниципалитета равна 32 953 км², что составляет 46,1 % от площади штата, а наивысшая точка — 1057 метров, расположена в поселении Ла-Егуа.
На севере и востоке он граничит с другим муниципалитетом Нижней Калифорнии — Энсенадой, на юге с другим штатом Мексики — Южной Нижней Калифорнией, также на востоке берега муниципалитета омываются водами Калифорнийского залива, а на западе Тихого океана.

## Учреждение и состав
Муниципалитет был образован 12 февраля 2020 года, отделив бо́льшую часть территории муниципалитета Энсенада, в его состав входит 541 населённый пункт, самые крупные из которых:
| Код INEGI | Населённый пункт                                                                                | Численность населения (2020 год) |
| --------- | ----------------------------------------------------------------------------------------------- | -------------------------------- |
| 006       | Всего                                                                                           | 117568                           |
| 0585      | Ласаро-Карденас (исп. Lázaro Cárdenas) 30°31′34″ с. ш. 115°55′55″ з. д.                         | 18829                            |
| 0863      | Висенте-Герреро (исп. Vicente Guerrero) 30°43′55″ с. ш. 115°59′21″ з. д.                        | 13876                            |
| 0040      | Камалу (исп. Camalú) 30°50′35″ с. ш. 116°03′45″ з. д.                                           | 11272                            |
| 0248      | Эмилиано-Сапата (исп. Emiliano Zapata) 30°46′05″ с. ш. 116°00′27″ з. д.                         | 9636                             |
| 0001      | Сан-Кинтин (исп. San Quintín) 30°33′23″ с. ш. 115°56′21″ з. д. (административный центр)         | 4754                             |
| 0082      | Ломас-де-Сан-Рамон (исп. Colonia Lomas de San Ramón (Triquis)) 30°42′04″ с. ш. 115°59′59″ з. д. | 4432                             |
| 0121      | Эхидо-Папалоте (исп. Ejido Papalote) 30°28′35″ с. ш. 115°55′06″ з. д.                           | 4072                             |
| —         | Прочие                                                                                          | 50697                            |

## Инфраструктура
По статистическим данным 2020 года, инфраструктура развита следующим образом:
- электрификация: 94,2 %;
- водоснабжение: 38,8 %;
- водоотведение: 56,2 %.